# Vrtlac (Žirje)
Koordinati:   43°37′26″N, 15°36′30″E
Vrtlac je majhen nenaseljen otoček v Jadranskem morju. Pripada Hrvaški.
Vrtlac leži okoli 2 km vzhodno od otočka Blitvenice, ter okoli 4,5 km jugozahodno od otoka Žirje. Njegova površina meri 0,018 km². Dolžina obalnega pasu je 0,53 km. Najvišja točka na otočku je visoka 17 mnm.